# Ejby (Køge)
Ejby is een plaats in de Deense regio Seeland, gemeente Køge, en telt 2727 inwoners (2008).

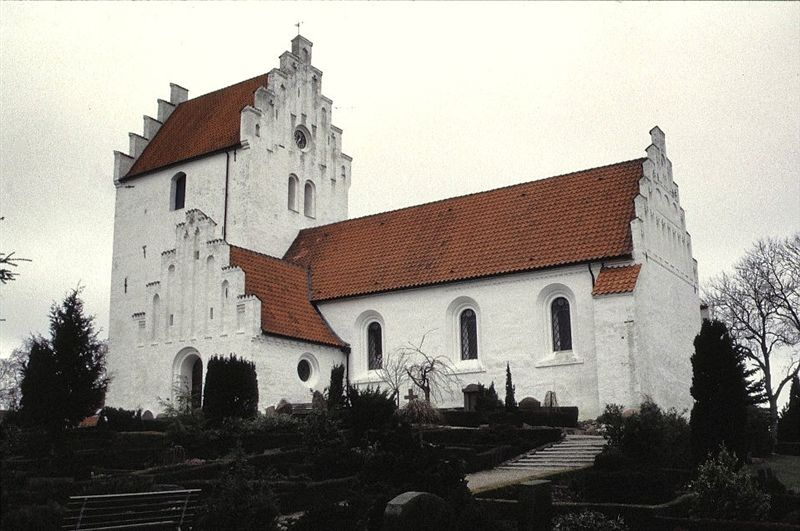
Kerk